# Dasymys medius
Dasymys medius — вид гризунів родини мишевих (Muridae). Ареал: Південний Судан, Демократична Республіка Конго, Уганда, Руанда, Бурунді, Кенія, Танзанія. Вид відокремлено від D. incomtus.